# Yulanmagnolia
Yulanmagnolia (Magnolia denudata) är en art i familjen magnoliaväxter.
Artens ursprungliga levnadsområdet ligger i Kina i provinserna Guizhou, Fujian, Jiangsu, Guangdong, Anhui, Hunan och Zhejiang. Den växer där mellan 500 och 1000 meter över havet. Yulanmagnolia blir upp till 25 meter hög och ingår i skogar.
Växtens träd används inom skogsbruket och trädet planteras som prydnadsväxt. För beståndet är inga hot kända. IUCN listar arten som livskraftig (LC).

## Hybrider
Yulanmagnolia är kanske mest känd som ena föräldern till praktmagnolian (M. × soulangeana). Den andra föräldern är liljemagnolia (M. liliiflora).

## Synonymer
Gwillimia yulan de Vos
Lassonia heptapeta Buc'hoz
Magnolia conspicua Salisb
Magnolia heptapeta (Buc'hoz) Dandy
Magnolia hirsuta Thunb.
Magnolia kobus Siebold & Zucc. nom. rej.
Magnolia liliflora J.V.Suringar nom. illeg.
Magnolia obovata var. denudata (Desr.) de Candolle
Magnolia precia Correa ex Vent.
Magnolia yulan Desf.
Yulania conspicua Spach